# أنتون شانتير
أنتون شانتير (بالروسية: Шантырь, Антон Игоревич) مواليد 25 أبريل 1974 في بودابست، هو دراج روسي سابق. سبق أن شارك في دورة الألعاب الأولمبية الصيفية وفاز بميدالية أولمبية.

## الميداليات
| الميدالية | المسابقة                       |
| --------- | ------------------------------ |
| فضية      | الألعاب الأولمبية الصيفية 1996 |

## روابط خارجية
- أنتون شانتير على موقع أرشيف الدراجات (الإنجليزية)
- أنتون شانتير على موقع إحصائيات الدراجات الإحترافية (الإنجليزية)
- أنتون شانتير على موقع أوليمبيديا (الإنجليزية)